# Pas-d'âne
Pour les articles homonymes, voir Pas-d'âne (homonymie).

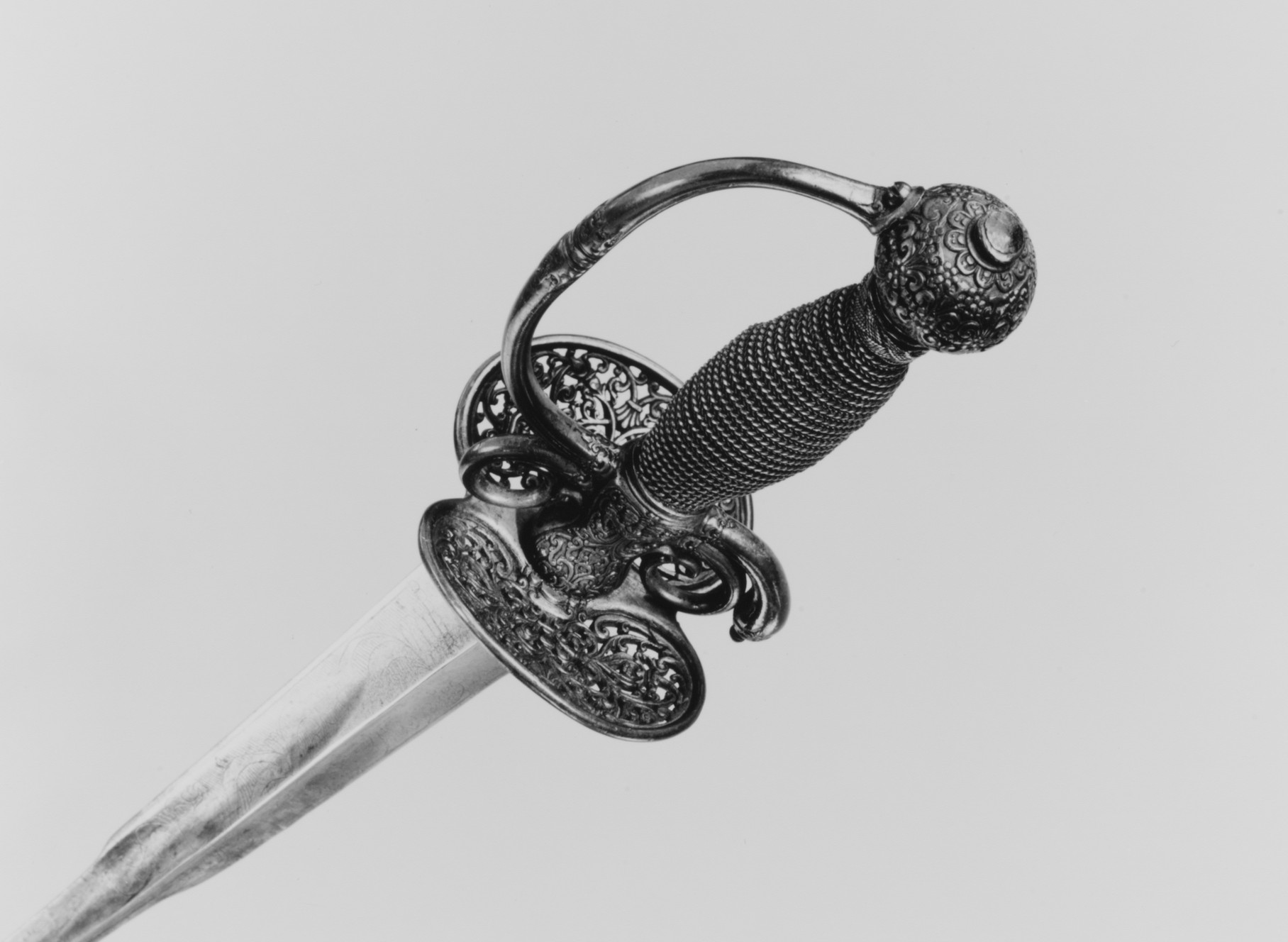
Les pas d'âne sont courants sur les épées de cour.

Le pas-d'âne est une pièce de la garde de l'épée, qui se présente comme une petite plaque perpendiculaire à la lame protégeant la main d'un côté. Il est courant qu'il y en ait deux : le petit pas d'âne et le grand pas d'âne, couvrant alors les deux côtés de la main pour former la plaque .
Ils sont parfois, à tort, confondus avec les annelets, qui sont deux anneaux à la partie la plus avancée de la poignée, juste avant la garde, dans lesquels on mettait le majeur et l'index, de façon à donner plus de puissance à une frappe d'estoc.